# Attila (geslacht)
Attila (atilla's) is een geslacht van zangvogels uit de familie tirannen (Tyrannidae).

## Soorten
Het geslacht kent de volgende soorten:
- Attila bolivianus – Roestattila
- Attila cinnamomeus – Kaneelattila
- Attila citriniventris – Geelbuikattila
- Attila phoenicurus – Roodstaartattila
- Attila rufus – Grijskopattila
- Attila spadiceus – Goudstuitattila
- Attila torridus – Okerattila